# Nanolpium transvaalense
Nanolpium transvaalense är en spindeldjursart som beskrevs av Beier 1964. Nanolpium transvaalense ingår i släktet Nanolpium och familjen Olpiidae. Inga underarter finns listade i Catalogue of Life.